# Мкртумян, Армен Карапетович
Армен Карапетович Мкртумян (арм. Արմեն Կարապետի Մկրտումյան; 27 марта 1914, Тифлис — 26 июля 1968, Москва) — советский инженер-строитель. Специалист в области заводского домостроения. Кандидат технических наук (1954). Лауреат Ленинской премии (1961).

## Биография
Армен Мкртумян родился 27 марта 1914 года в Тифлисе (ныне Тбилиси, Грузия). В 1932 году окончил Автодорожный техникум. В 1940 году окончил Московский гидромелиоративный институт.
После начала Великой Отечественной войны был призван в РККА. В сентябре 1941 года попал в немецкий плен. Позднее был освобождён и продолжил службу в армии.
После демобилизации в 1947 году работал в строительных организациях. Занимал должности главного инженера завода крупнопанельного домостроения, главного инженера завода железобетонных изделий Главмосжелезобетон. С 1960 года — руководитель отдела конструкций Центрального научно-исследовательского института жилищного строительства Академии строительства и архитектуры СССР.
Занимался строительством панельных жилых домов и заводским домостроением. В 1947 году находился в командировке в Магнитогорске, где в составе авторского коллектива занимался строительством первого полносборного крупнопанельного бескаркасного дома.
Автор трёх книг, и ряда статей, посвящённых вопросам заводского домостроения. Кандидат технических наук (1954). Член Союза архитекторов СССР (1956).
Жил в Москве по адресу: улица Костякова, 15. Умер 26 июля 1968 года после тяжёлой болезни.

## Награды
- Ленинская премия (1961) — за участие в разработке и внедрении в производство новой технологии натяжения арматуры (с помощью электронагрева) предварительно напряжённых железобетонных конструкций для промышленного и гражданского строительства[2]

## Сочинения
- Изготовление железобетонных панелей в вертикальных кассетных формах : Из опыта завода № 12 Упр. предприятий сборного железобетона Главмоспромстройматериалов и других заводов железобетонных изделий. — М., 1959.
- Технология изготовления деталей крупнопанельных домов в кассетах. — М.: Госстройиздат, 1961.